# St. Johannes der Täufer (Bülkau)

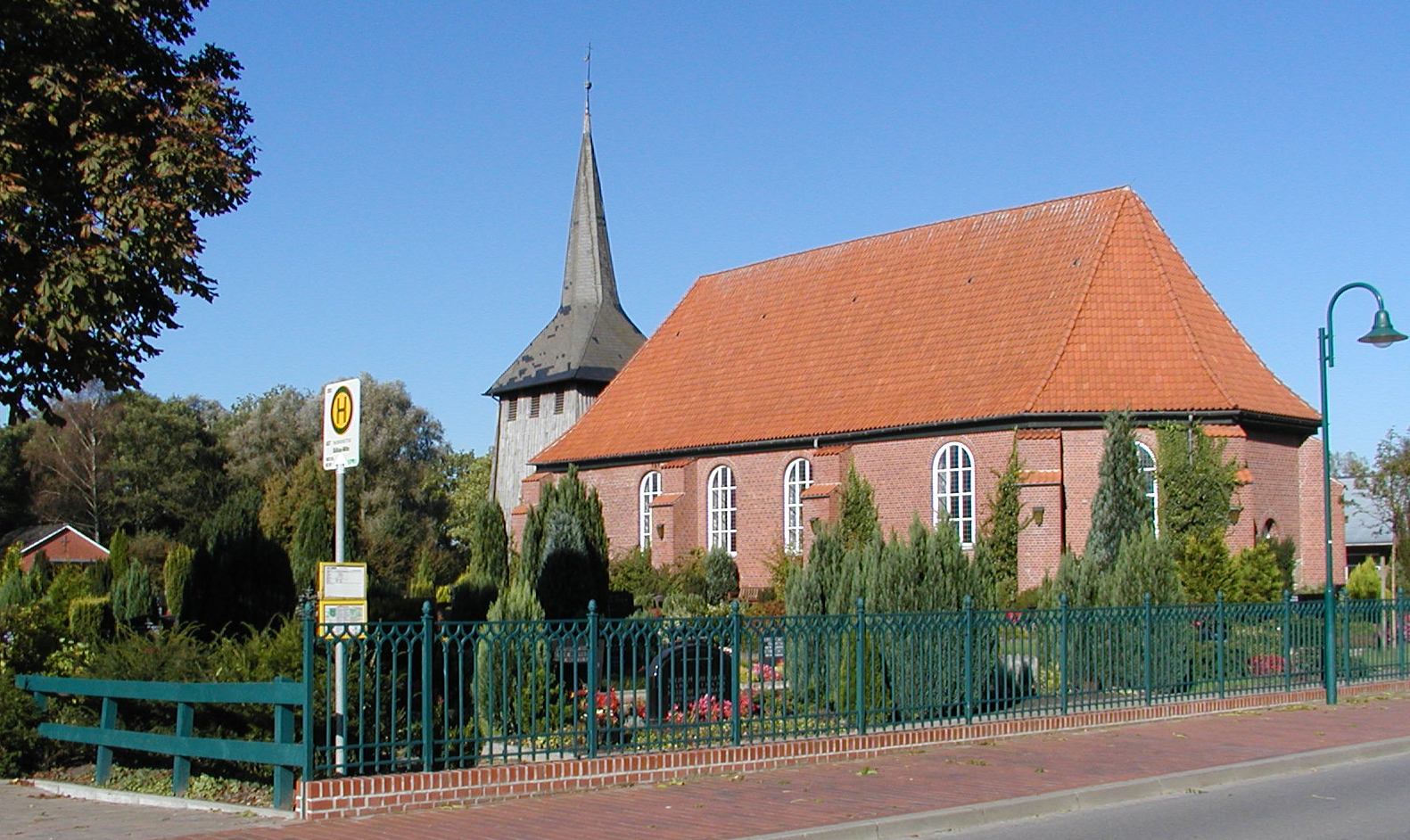
Kirche St. Johannes der Täufer

Die Kirche St. Johannes der Täufer ist die evangelisch-lutherische Dorfkirche von Bülkau im Landkreis Cuxhaven. Die Kirchengemeinde gehört zum Kirchenkreis Cuxhaven-Hadeln der Evangelisch-lutherischen Landeskirche Hannovers.

## Geschichte
1384 wurde die damals gotische, einschiffige Kirche mit polygonalem Chor erstmals urkundlich erwähnt. Sie wurde Johannes dem Täufer gewidmet. Das Taufbecken stammt von 1250. Sie war ursprünglich eine Feldsteinkirche. 
1485 stifteten Eingesessene eine Vikarie am Altar St. Johannes des Täufers: „Marquardus Budningk rector parochialis ecclesiae in Bülkau stiftet mit den Juraten die Vikarie ad altare Johannis Bapistae“. Daneben gab es noch die St.-Annen-Vikarie. Beide wurden später miteinander verbunden und bestanden bis 1875 als zweite Pfarrstelle. Die Benennung für die erste Pfarrstelle lag in den Händen des bremischen Dompropstes, später bei der Familie Königsmarck, dann bis 1871 beim Landesherren. Die Gemeinde hatte das Recht, den Pastor für die zweite Stelle zu berufen.
1581 wurde das Kirchendach erneuert, da das Dach- und Sparrenwerk der Kirche sehr baufällig war und die Kirchen drohte, innen feucht zu werden. 1584 bekam die Kirche ihre ersten Bänke, vorher gab es keine Sitzmöglichkeiten.
Um 1600 entstand der westliche, freistehende, hölzerne Glockenturm. Die Glocke datiert nach der Inschrift von 1404.
1701 wurde die Kirche unter Verwendung auch alter Teile, so auch die Form des Chors, auf dem alten Grundriss mit Backsteinen neu aufgebaut. Sie erhielt nun Rundbogenfenster und schwere Strebepfeiler. Es folgten 1839 und 1859 weitere Renovierungen.
Bis in die Mitte des 17. Jahrhunderts wurde in Plattdeutsch gepredigt. 
1964 erfolgte die letzte, größere Renovierung. War die Kirche zuvor in blauen, weißen und grauen Farbtönen ausgemalt, wurde sie nun schlicht weiß. Das alte Gestühl, mit den in schwarzen Lettern gehaltenen Namen der Familien und Türen am Ende, die Nord- und Südempore, sowie die beiden Pricken (abgeschlossene kleine Räume als Sakristei und Nebenraum) des hohen hölzernen Kanzelaltars wurden entfernt. Die eingezogene Decke wurde schon bei früherer Renovierung entfernt, so dass ein Tonnengewölbe entstand. 

## Ausstattung

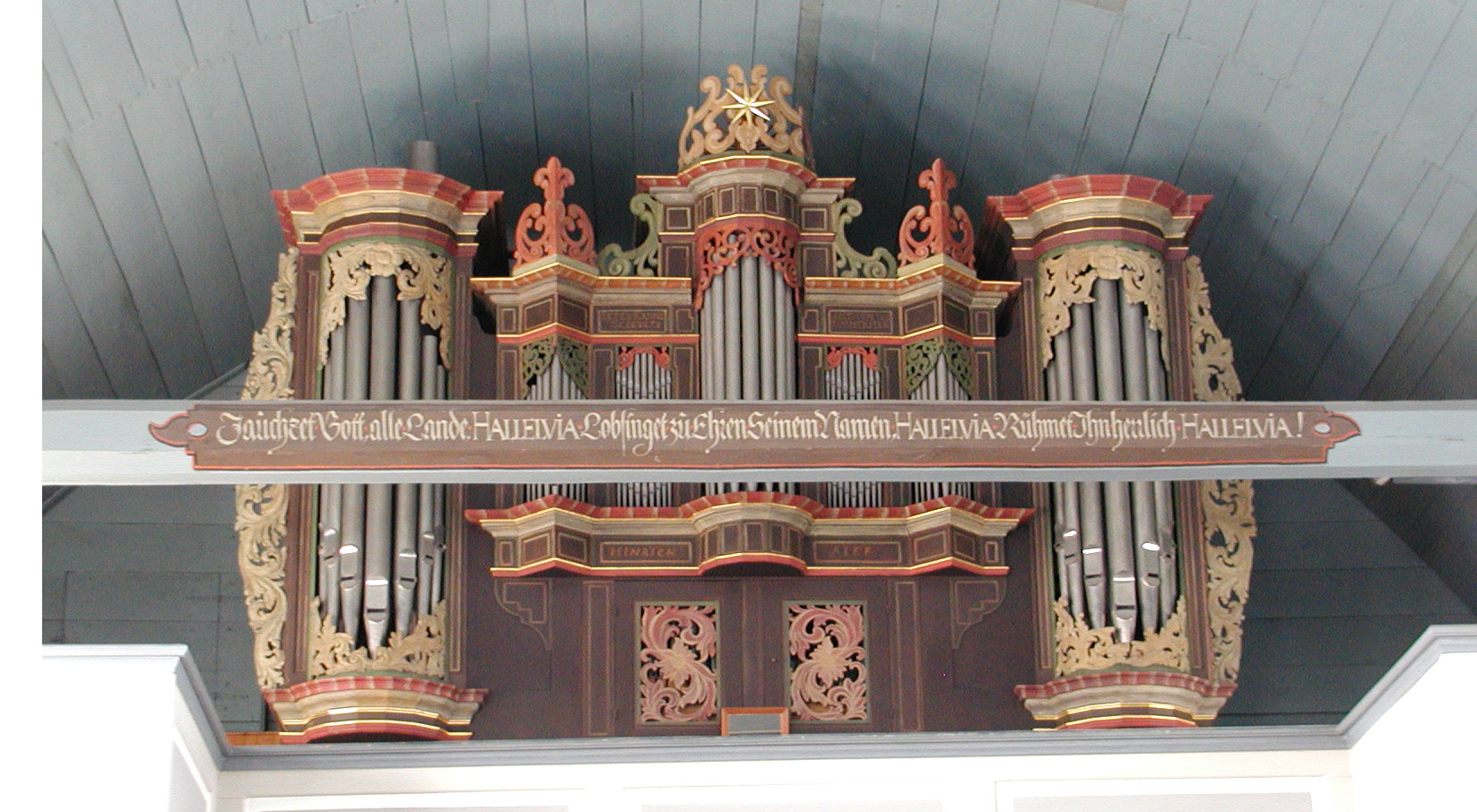
Die Orgel

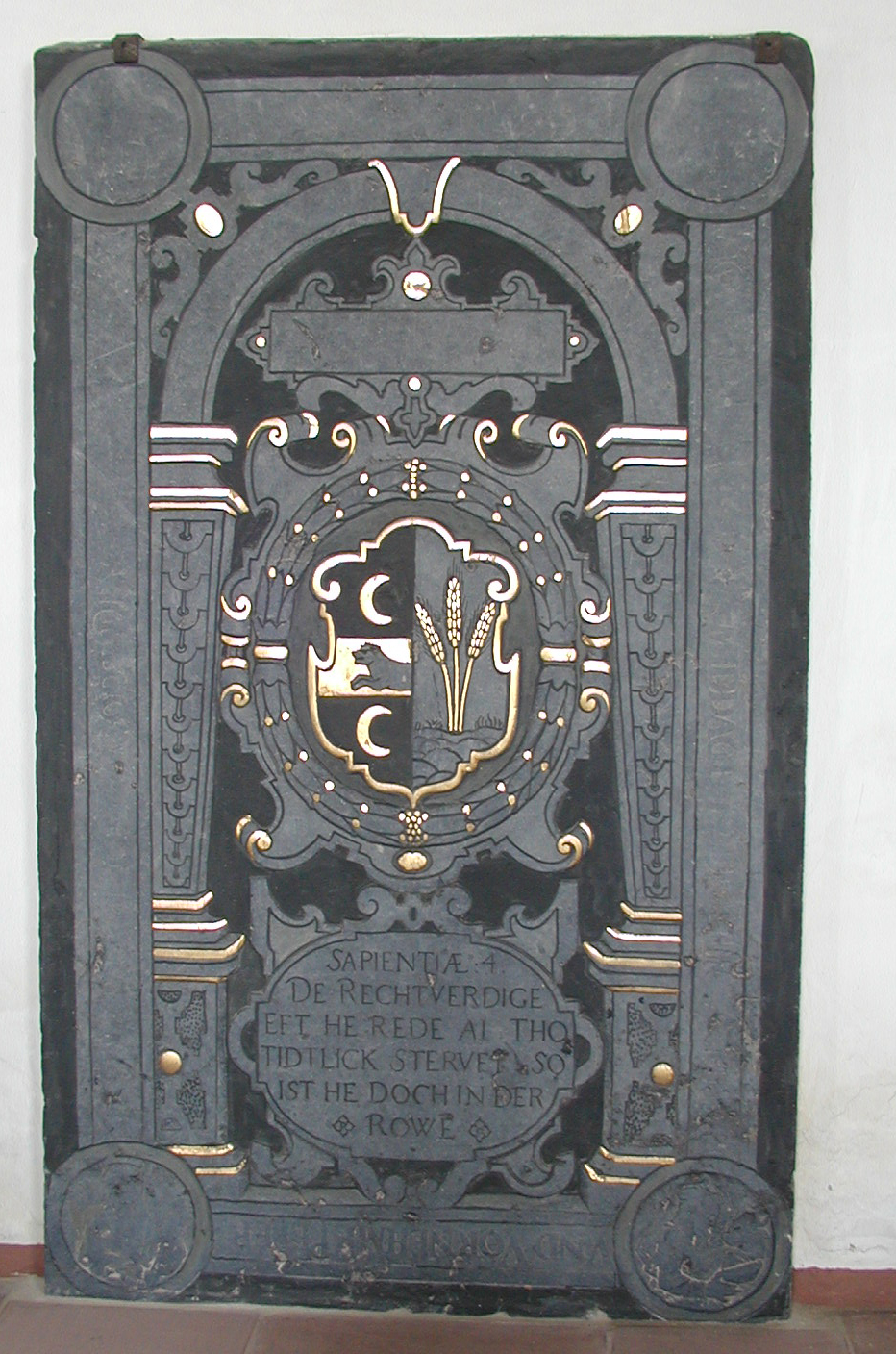
Der Grabstein in der Kirche

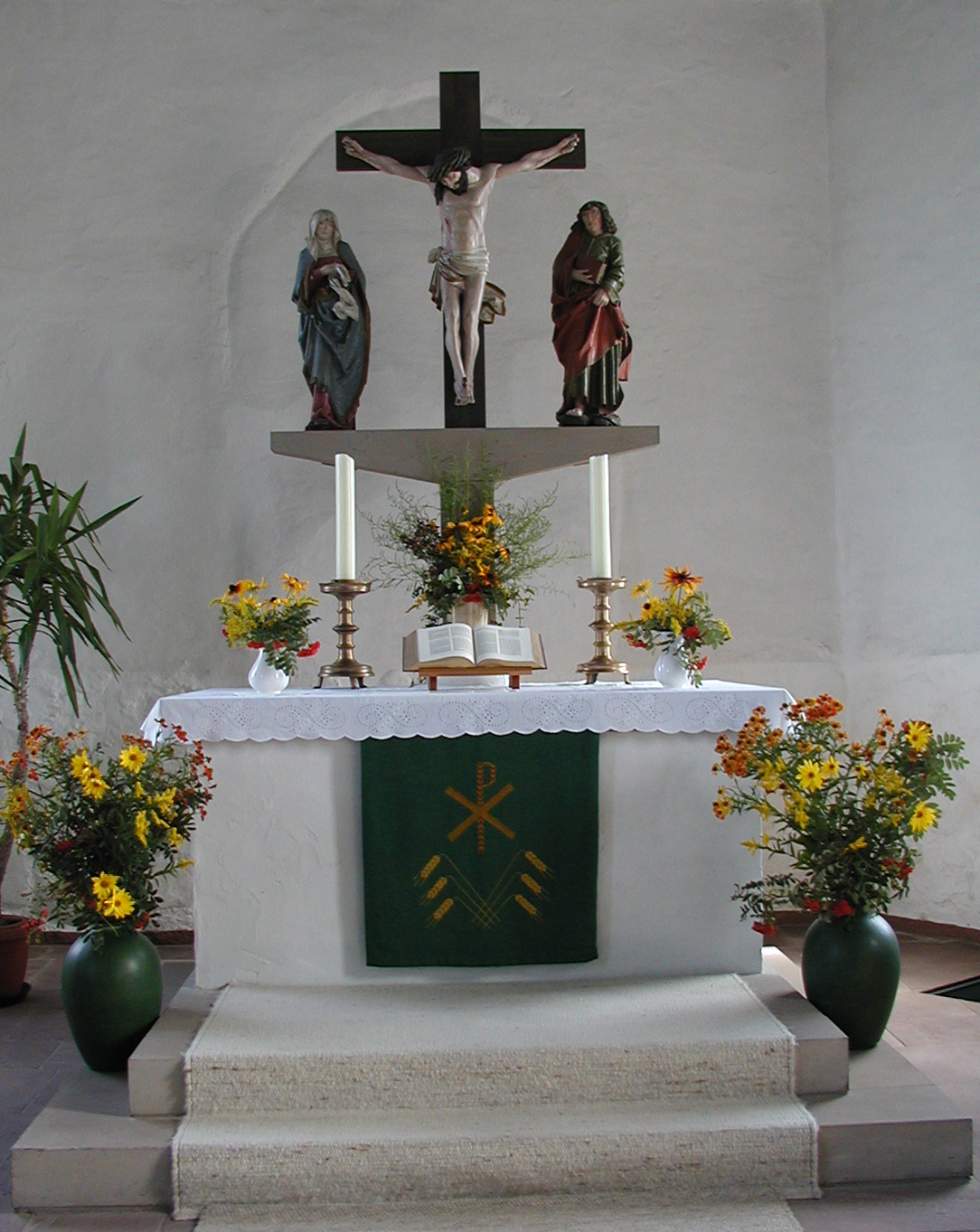
Der Altar

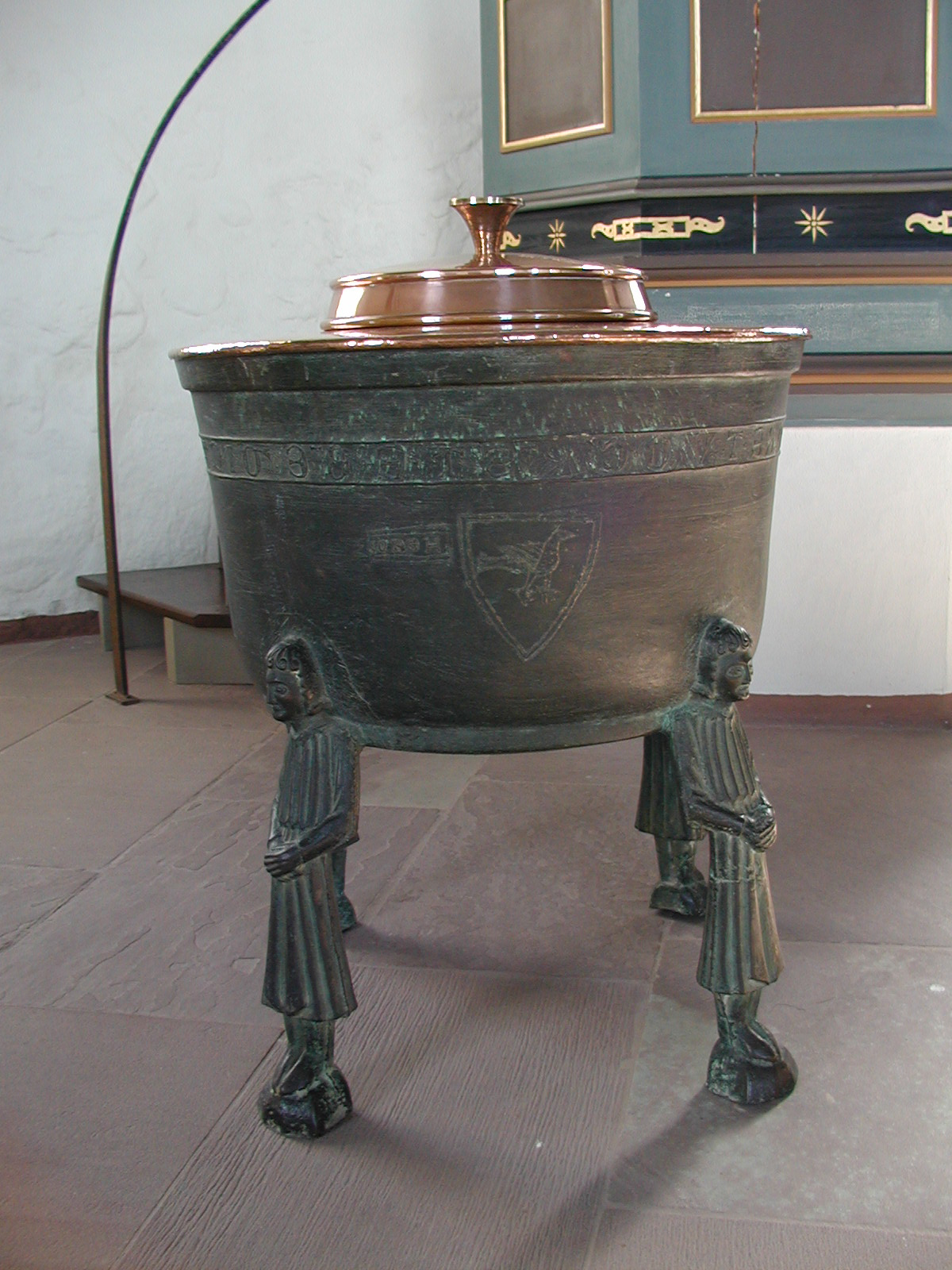
Das alte Taufbecken

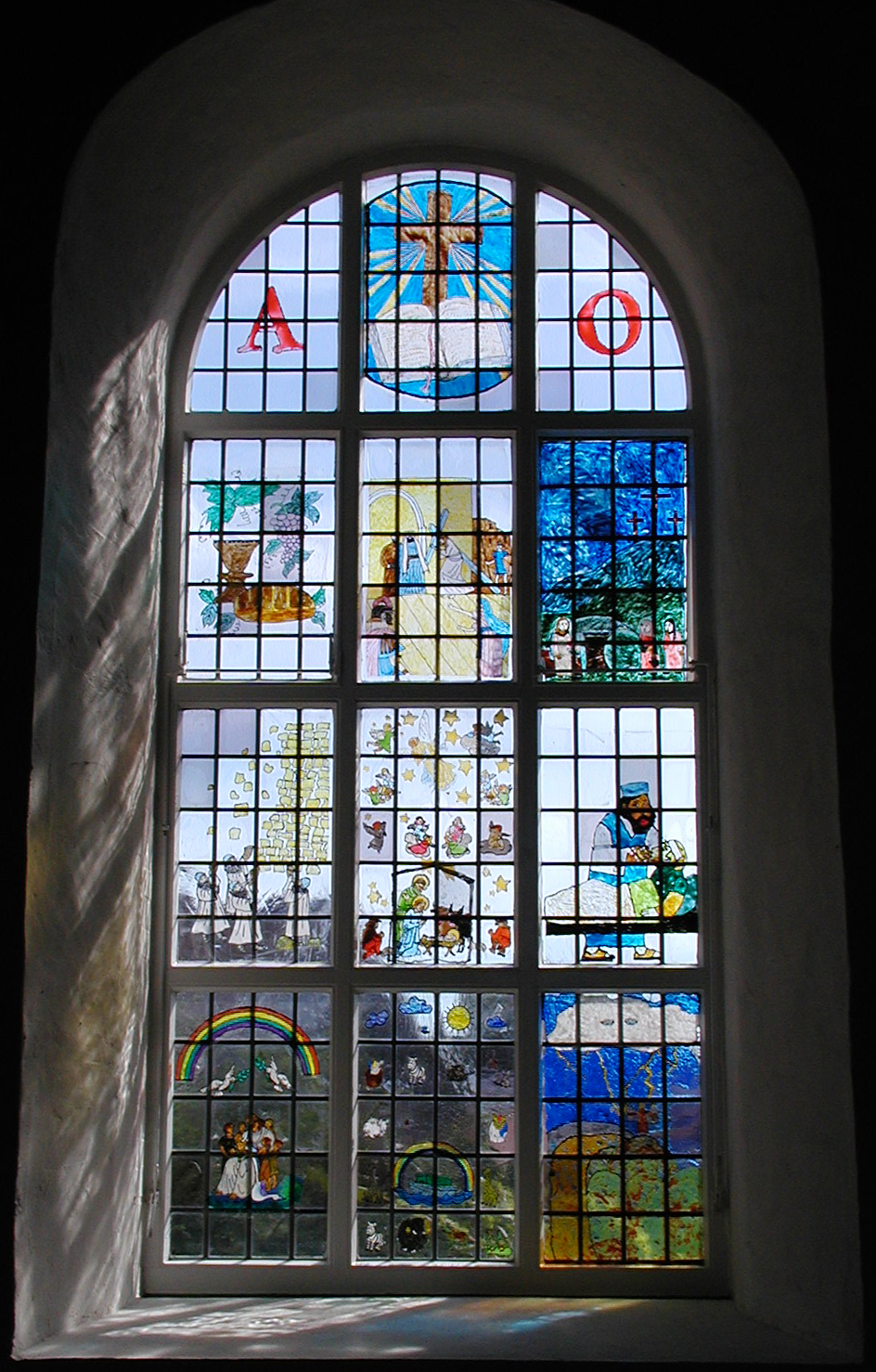
Das selbst gestaltete Gemeindefenster

### Orgel
Das wertvollste Inventar der Kirche war die Orgel, eine Arp-Schnitger-Orgel aus den Jahren nach 1676, sie gehörte zu den ersten vom Meister selbst gebauten Orgeln, von der nur noch der Prospekt (der Mittelteil der aus Holz geschnitzten Vorderseite) erhalten ist, er ziert noch heute die Orgelempore. Die Bülkauer ließen das Orgelwerk abbauen, die Orgelpfeifen wurden verkauft und gegen neue ausgetauscht, da es dem Musik- und Zeitgeschmack nicht mehr entsprach. Hinter dem Prospekt setzte die Firma P. Furtwängler & Hammer aus Hannover ein pneumatisches Werk. 1968 musste das abgängige Instrument durch einen Neubau der Gebr. Hillebrand ersetzt werden. Der Prospekt von Arp Schnitger blieb dabei unangetastet.
| I Hauptwerk |              |    |
| 1.          | Principal    | 4′ |
| 2.          | Quintade     | 8′ |
| 3.          | Gedackt      | 8′ |
| 4.          | Flöte        | 4′ |
| 5.          | Quinte       | 3′ |
| 6.          | Octave       | 2′ |
| 7.          | Waldflöte    | 2′ |
| 8.          | Mixtur IV-V0 |    |
| 9.          | Trompete     | 8′ |

| II Brustwerk |                     |       |
| 10.          | Holzgedackt         | 8′    |
| 11.          | Holzflöte           | 4′    |
| 12.          | Nasard              | 3′    |
| 13.          | Oktave              | 2′    |
| 14.          | Sesquialtera II-IV0 |       |
| 15.          | Quinte              | 1 ⁄3′ |
| 16.          | Scharff III         |       |
| 17.          | Dulzian             | 8′    |

| Pedal |           |     |
| 18.   | Principal | 08′ |
| 19.   | Subbaß    | 16′ |
| 20.   | Gedackt   | 08′ |
| 21.   | Octave    | 04′ |
| 22.   | Posaune   | 16′ |
| 23.   | Trompete0 | 08′ |

- Koppeln:

### Grabplatte
An der Nordseite steht heute zur Erinnerung die Grabplatte des Schultheiß Linders, dieser fuhr im Dreißigjährigen Krieg nach Schweden, um bei der Königin Christine als Abgesandter des Landes Bülkau und der umliegenden Marschenkirchspiele Hilfe gegen die marodierenden schwedischen Truppen zu bitten. Durch seine mutige Reise wurde Bülkau und seiner Umgebung das Schicksal vieler Dörfer und Städte in dieser Zeit erspart. Bis 1953 lag die stark abgetretene dunkle Marmorplatte vor dem Altar.

### Kreuzigungsgruppe und die Altarleuchten
Die Altarleuchten stammen aus dem 15. Jahrhundert, die Kreuzigungsgruppe aus dem 16. Jahrhundert und soll nach der Überlieferung aus der ehemaligen Wallfahrtskirche St. Joost bei Stinstedt stammen. Sie zeigt neben Jesus die Mutter Maria und seinen Lieblingsjünger Johannes (mit dem Johannesevangelium).

### Taufbecken
Ein weiteres Kleinod der Kirche ist das Taufbecken eines unbekannten Künstlers aus Bronze, um 1250 datiert, zeigt es an der Beckenwandung ein Dreiecksschild mit einem Vogel als Wappentier, gegenüber ist eine Zeichnung eines Baumes eingelassen. In dieser Wandung ist in spiegelschriftlicher Form ein Text in der frühgotischen Majuskelinschrift „Hego“ zu erkennen. Sie lautet „Ore tvo Christe benedictus sit Locus iste ave Maria.“ (Durch deinen Mund, Christus, möge diese Stätte gesegnet sein, gegrüßt sei Maria). Der Inhalt fasst 108,2 Liter, das entspricht 1/2 Oxhoft (108,7 Liter) in Bremen.

### Kronleuchter
Aus den Jahren 1680 und 1702 stammen die beiden über den Sitzreihen hängenden Kronleuchter. Sie wurden von wohlhabenden Bülkauer Familien gestiftet. Der ältere Leuchter trägt die umlaufende Inschrift:
„Got zu Ehr der Kirchen zum Zierat - Autustin Otte. Sprens und dessen Ehefrau Meitie Sprens dise Kron verehrt haben der Pilkavwer Kirche. Anno 1680.“
Der zweite, reicher gestaltete Leuchter stammt von der Familie Lafrenz und trägt die Inschrift: 
„Diese Krohne hat Michel Lafrenz Johanns Sohn zu Gottes Ehren und dieser Kirch Ziehrat im Testament vermacht. Hat also seine nachgelassene Witwe seinen letzten Willen erfullen wollen. Bilkau den 5. Juni 1702“

### Erinnerungstafel
An der Südwand der Kirche hängt ein hölzernes Epitaph. Das in Öl gemalte Bild, das nach der letzten Renovierung deutlich an Ausdruckskraft verloren hat, zeigt eine Szene aus dem Buch Ruth:
„Du solt nicht gehen auff zu lesen sondern halt dich zu meinen Dirnen und wo sie schneiden, da gehe ich nach“
Der wohlhabende Bülkauer Ratke Albers, der in den Bülkauer Kirchenbüchern erwähnt wird, ließ diese Tafel 1683 für seine verstorbene Frau Ruth in Auftrag geben.

### Nische für die Abendmahlgeräte
Bei der Renovierung in den 1960er Jahren wurde eine zugemauerte Nische wiederentdeckt. Wie schon in katholischer Zeit dient sie heute auch wieder während der Messe als Aufbewahrungsort für eine Patene (Oblatenteller) aus dem Jahr 1607, einer Oblatendose von 1704, einem silbernen Kelch, vergoldet und von Hinricus Hensche, gestorben 1587, gestiftet. Ein weiterer silberner Kelch trägt die Jahreszahl von 1727, und die um das Jahr 1730 von Mette Weserhausen gestiftete Abendmahlskanne bildet den Schluss der Sammlung.

## Kirchturm
Der hölzerne, über einen Quadrat von sieben Metern freistehende Kirchturm auf der Westseite der Kirche beherbergte 3 Glocken, nur die kleinste und älteste Glocke blieb erhalten. Sie stammt aus dem Jahr 1404. Der Glockengießer Hermann Klinge hat sie erschaffen – Die Inschrift lautet:
„Katarina bin ick gheheten / de von der Buklow mi geheten / hermen klinge anno dmi mcccc IV“
(Katarina bin ich geheißen / die von Bülkau ließen mich gießen / Hermann Klinge im Jahre des Herrn 1404.)
Die beiden anderen 1776 umgegossenen Kirchenglocken mussten im Krieg abgeliefert werden und kamen nicht zurück. Die Inschriften der beiden ist aber überliefert und sind gleichlautend: 
„Ich läute zum Gebet, zur Predigt, zu den Leichen / ich melde Feur und Krieg / ich gebe Frieden Zeichen, gieb iusu das mein Tohn in Fried u. Freud erschall / Bewahr dis Land für Feuer und überfall.“
Auf der anderen Seite folgen die Namen: Der Schulze J. v. Hein, Landschöpfen S. Peick, P. Ölerich, J. Glawatz, P. Havemann, und C. Albers. Leviten Vorrath et S. Reyelt. 

Eine verrostete Wetterfahne an der Turmwand trägt u. a. die Buchstaben B.H. und ASL (Balthasar Hein und A.S. Linder wird vermutet).
Im Gebälk des Glockenstuhles befinden sich einige Inschriften, im Südbalken steht: 
„Anno 1648 den 29. Augusty / Claus Heye Lafrenz Dreves. Juraten der Karcken. MJVH.“ 
Im Westbalken sind folgende Inschriften entziffert: 
„Jacob von Rüsten / 17 Johanne Rey / Joraten der Kirgen.“
Im Erdgeschoss des Turmes steht eine Bahre aus dem Jahre 1778.

## Kirchsiegel
Das Kirchsiegel aus dem 14. Jahrhundert, es zeigte Johannes den Täufer mit dem Agnus in der Rechten, ist wahrscheinlich verloren gegangen.

## Pfarrstelle

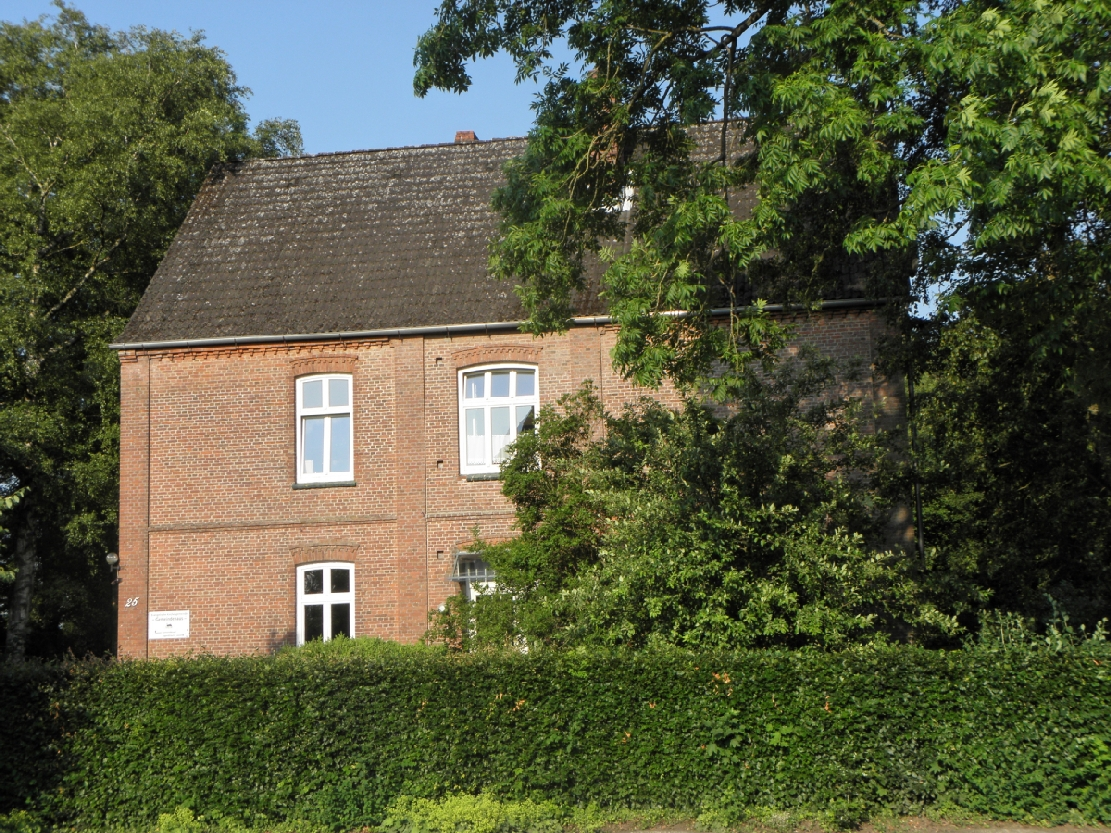
Die Pfarrstelle

Im Vergleich zu anderen Pfarrstellen galt Bülkau als reiche Pfarre. So gehörten zur Pfarrstelle ca. 46 ha Land, um die Ernährung des Pastors sicherzustellen, und weitere ca. 6 ha Kirchenland zur Unterhaltung der Kirche. Das alte hintere Pfarrhaus (Stallungen) wurde zu einem Gemeindezentrum umgebaut. In dem hochräumigen Pastorat als Vorkriegsbau wollte kein Pastor mehr wohnen. So wurde 1967/68 ein Einfamilienhaus auf Drängen der Kirchengemeinde gebaut, da es schwierig war, Bewerber für die Bülkauer Pfarrstelle zu bekommen.